# 林玉嘉
林玉嘉（1916年10月31日—2015年2月15日），生於日治台灣臺北市，企業家，台玻集團與台豐集團創辦人。根據富比士雜誌，其1995年財富淨值是新台幣160億元，在台灣百大富豪中，列名24位。

## 生平

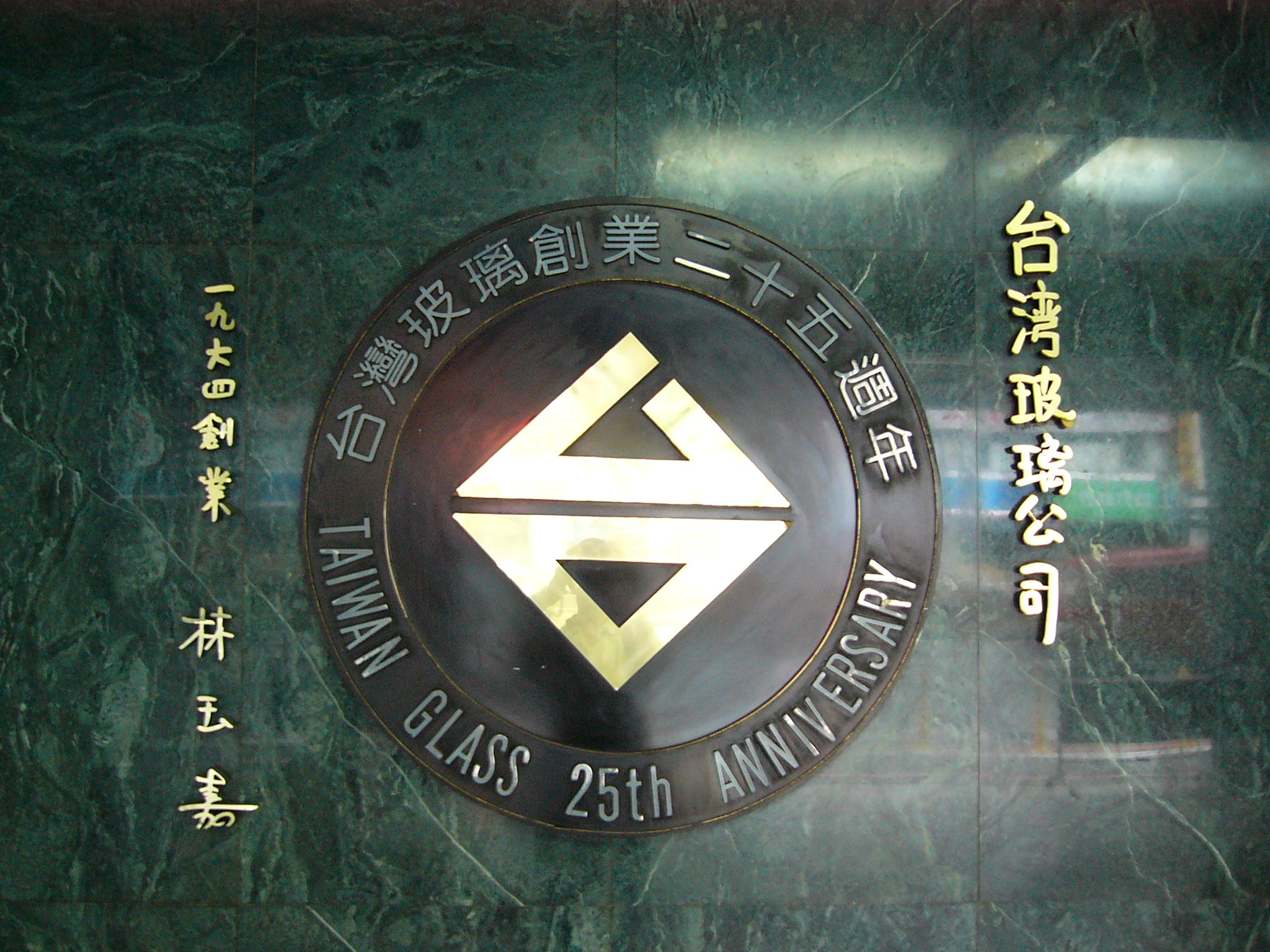
林玉嘉為台玻創業25週年標誌題字

林玉嘉為臺北新莊人，父親林建成在1924年於高雄開辦、經營汽車零件販賣店「林建成商行」。林玉嘉在15、16歲時即是父親得力助手，在兄弟八人中最為節儉、刻苦。17歲時完成高雄職業補習學校的學業赴上海就讀摩利斯英語學校。後回台，畢業於高雄商業學校。之後，林建成將高雄的事業完全交給林玉嘉。
1943年，接管家族事業，改組林建成商行為林建成嘉民行，任總經理。
1945年第二次世界大戰結束後，中華民國政府接收台灣。1950年，林玉嘉離開父親的商行，自行經營漁業創立台豐漁業公司、台豐水產與台豐製冰，從事漁業批發。1959年，將這三間公司合併，改組為台豐實業，從事飲料業。此外，在1954年台灣水泥民營化時，林玉嘉為創始股東之一。
1964年，創立台豐建設，從事開闢農園、興建大廈、投資工業等業務。與日商合資，創立台灣玻璃公司。1972年，「台玻大樓」落腳臺北市南京東路，在當年是少數的辦公大樓。
其長子林伯豐、次子林伯實與四子林伯淳進入台玻公司，三子林伯英創辦庫機公司。2000年，林伯英財務出現問題，庫機公司因而倒閉。
1977年，在彰化縣大村鄉創立台豐高爾夫球場，1981年完工開場。
2002年，獲全球傑出玻璃鳳凰獎，是亞洲第二位、台灣第一位得獎者。
2007年，妻逝，台玻林家禮聘建築師阿爾瓦羅·西薩在金寶山設計、興建家族墓「嘉卿園」。2015年2月15日凌晨2時22分，林玉嘉以百歲高齡在陽明山自宅辭世，身後與妻子合葬。

## 家庭
林玉嘉妻子林蔡卿卿，24歲畢業於日本家政專門學校，因舅媽與林玉嘉大姐熟識，便透過舅媽介紹而結識林玉嘉。兩人育有四子一女，包括長子林伯豐、次子林伯實、三子林伯英、長女林曼麗、四子林伯淳。2009年，林伯豐與林伯實掌管台玻公司，分任董事長、總經理。
三子林伯英，因負債，出家為僧，不涉入家族事業。四子林伯淳曾任中國大陸青島廠、成都廠董事長，已退休。其女林曼麗，嫁給謝修平，生下謝國棟與謝國樑。